# Openbaar vervoer in 's-Hertogenbosch
Het openbaar vervoer in 's-Hertogenbosch bestaat uit treinverbindingen van de Nederlandse Spoorwegen en stads- en streekbussen van Arriva. In de nacht van vrijdag op zaterdag wordt dit station ook bediend door Arriva's nachttrein.
De gemeente 's-Hertogenbosch beschikt over drie stations, station 's-Hertogenbosch en station 's-Hertogenbosch Oost in de stad 's-Hertogenbosch en station Rosmalen in Rosmalen.
Het Stationsplein is het belangrijkste knooppunt van openbaar vervoer in 's-Hertogenbosch.

## Achtergrond
Vanaf het Stationsplein vertrekken de stadsbussen naar verschillende wijken van de stad, Rosmalen, Engelen, Empel of Vught. Verder rijden ook streekbussen naar verschillende plaatsen zoals Veghel, Uden en Gorinchem. Tot 1999 reed er een Interliner naar Dordrecht.

## Historie
Ook reed er in het begin van de twintigste eeuw een stoomtram vanaf het station aan het huidige Koningin Emmaplein naar Helmond en Drunen (zie stoomtram 's-Hertogenbosch - Helmond - Veghel - Oss en tramlijn 's-Hertogenbosch - Drunen - Heusden).
Lijn 220 Centraal Station - Parade, beter bekend als de 220Xpress, was een conceptlijn en liep als proef tot en met 2012. Deze lijn werd gereden met drie elektrische bussen. De lijn had een vaste dienstregeling en reed om de 15 minuten langs acht haltes tussen de historische binnenstad en het station. Dit was een proef van de provincie Noord-Brabant in samenwerking met de gemeente 's-Hertogenbosch, verschillende autofabrikanten, leveranciers en Arriva. De proef ging samen met een aantal andere proeven, zoals elektrische auto's onder de naam Greenwheels.

## Taxi
Nederlandse Spoorwegen biedt de reiziger ook de zonetaxi aan, maar ook de gemeente 's-Hertogenbosch heeft een taxistandplaats ingericht. Voorts zijn er plannen om in de nabijheid van de Brabanthallen 's-Hertogenbosch een standplaats in te richten voor de watertaxi. Dit initiatief zou het eerste openbaar vervoer te water in 's-Hertogenbosch zijn.

## Tram
's-Hertogenbosch heeft nooit een stadstram gehad. Wel zijn er studies van onder andere GroenLinks 's-Hertogenbosch om een stadstram aan te leggen. Dit vanaf het station 's-Hertogenbosch, via het Willemsplein en het Wilhelminaplein over de Zuidwal en de Graafseweg naar Rosmalen. Het eindpunt in Rosmalen zou dan nabij de Sint-Lambertuskerk in het centrum van Rosmalen moeten komen. Over de Pettelaarseweg zou er een aftakking van de stamlijn moeten komen naar het Pettelaarpark. Ook zou er een tramlijn via Waalwijk en de Efteling naar Tilburg moeten komen.

## Treinstations in 's-Hertogenbosch
Er zijn drie stations in de gemeente 's-Hertogenbosch:

### Station 's-Hertogenbosch

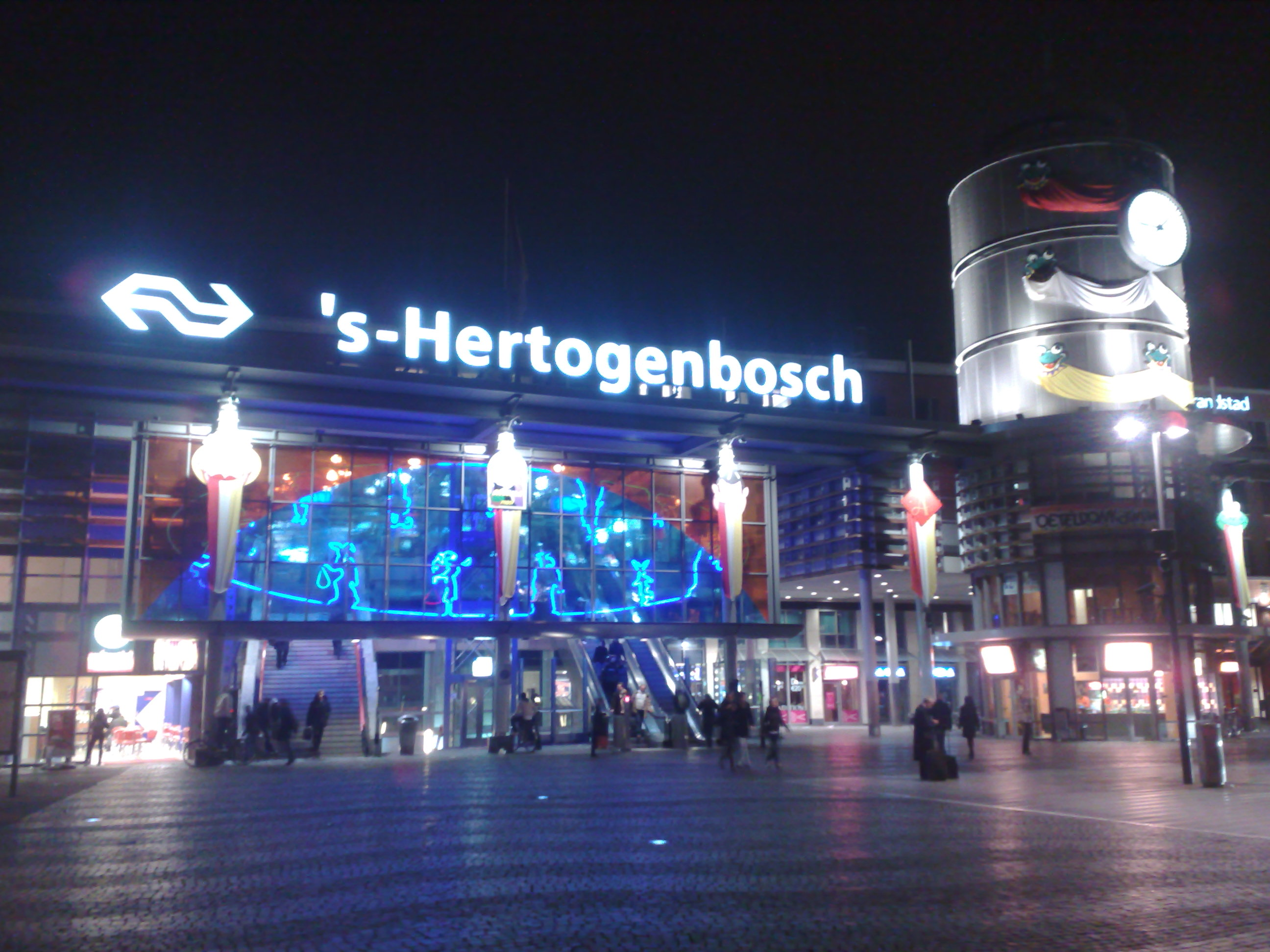
Station 's-Hertogenbosch

Direct aan het Stationsplein is ook het station 's-Hertogenbosch gevestigd. Vanaf hier heeft men een directe verbinding met verschillende steden in Nederland. Zo kan er vanaf station 's-Hertogenbosch naar het noorden rechtstreeks gereisd worden naar Utrecht Centraal, Schiphol Airport, Amsterdam Centraal en Alkmaar. Naar het zuiden is er een verbinding via Eindhoven naar Venlo, Heerlen en Maastricht. Naar het oosten is er een verbinding via Nijmegen en Arnhem Centraal naar Zwolle. Naar het westen is er een verbinding via Tilburg en Breda naar Roosendaal.

### Station 's-Hertogenbosch Oost
Ook bij het station 's-Hertogenbosch Oost is er een klein knooppunt van openbaar vervoer. Bij het station komen de sprinters tussen Nijmegen en 's-Hertogenbosch v.v. samen met een aantal stads- en streekbussen van Arriva. Bij dit station bevindt zich ook een transferium.

### Station Rosmalen
Bij station Rosmalen is er ook een klein knooppunt van openbaar vervoer. Hier komen de sprinters van en naar Nijmegen en 's-Hertogenbosch. Men kan overstappen op de buurtbus 251 naar Uden alsmede stadsbussen van 's-Hertogenbosch.

## Treinverbindingen
De volgende treinseries halteren in de dienstregeling 2025 te 's-Hertogenbosch:
| Serie            | Treinsoort          | Route | Bijzonderheden |
| ---------------- | ------------------- | --- | --- |
| 2700             | Intercity (NS)      | Maastricht – Sittard – Roermond – Weert – Eindhoven Centraal – 's-Hertogenbosch – Utrecht Centraal – Amsterdam Centraal – Alkmaar – (Den Helder)                                                           | Rijdt van maandag t/m donderdag tot 20:00 uur tussen Alkmaar en Maastricht. Rijdt op vrijdag en in het weekend enkel tussen Alkmaar en Amsterdam Centraal. Tijdens de spits rijden 2 ritten in spitsrichting door van/naar Den Helder. Rijdt niet 's avonds na 20:00. Wordt na 20:00 uur, op vrijdag en in het weekend tussen Amsterdam Centraal en Maastricht vervangen door intercity 2900. |
| 2900             | Intercity (NS)      | Enkhuizen – Hoorn – Amsterdam Centraal – Utrecht Centraal – 's-Hertogenbosch – Eindhoven Centraal – Weert – Roermond – Sittard – Maastricht                                                                | Rijdt van maandag t/m donderdag in de vroege ochtend en in de avonduren en rijdt van vrijdag t/m zondag de hele dag en vervangt dan Intercity 3900 tussen Enkhuizen en Amsterdam Centraal en intercity 2700 tussen Amsterdam Centraal en Maastricht. |
| 3500             | Intercity (NS)      | Dordrecht – Rotterdam Centraal – Schiedam Centrum – Delft – Den Haag HS – Leiden Centraal – Schiphol Airport – Amsterdam Zuid – Utrecht Centraal – 's-Hertogenbosch – Eindhoven Centraal – Helmond – Venlo | Rijdt na circa 22:30, op zaterdagochtend tot circa 9:00 en op zondagochtend tot circa 10:00 niet tussen Dordrecht en Utrecht Centraal v.v. |
| 3600             | Intercity (NS)      | Roosendaal – Breda – Tilburg – 's-Hertogenbosch – Nijmegen – Arnhem Centraal – Dieren – Zutphen – Deventer – Zwolle                                                                                        | |
| 3900             | Intercity (NS)      | Enkhuizen – Hoorn – Amsterdam Centraal – Utrecht Centraal – 's-Hertogenbosch – Eindhoven Centraal – Weert – Roermond – Sittard – Heerlen                                                                   | Stopt niet in Zaandam. Rijdt in de avonduren en van vrijdag t/m zondag de hele dag enkel tussen Eindhoven Centraal en Heerlen. Wordt in de avonduren en van vrijdag t/m zondag de hele dag vervangen door intercity 2900. Rijdt van maandag t/m donderdag in de avonduren enkel tussen Sittard en Heerlen en rijdt dan 1x/uur.                                                                |
| 4400             | Sprinter (NS)       | Oss – Rosmalen – 's-Hertogenbosch Oost – 's-Hertogenbosch – Eindhoven Centraal – Helmond – Deurne | Rijdt in de ochtendspits van maandag t/m donderdag twee ritten van/naar Oss, waarbij richting Oss non-stop wordt gereden tussen 's-Hertogenbosch en Oss. |
| 6000             | Sprinter (NS)       | Den Haag Centraal – Gouda – Utrecht Centraal – Geldermalsen – 's-Hertogenbosch | Rijdt alleen na 18:00 uur en van vrijdag t/m zondag. |
| 6600             | Sprinter (NS)       | Dordrecht – Breda – Tilburg – 's-Hertogenbosch – 's-Hertogenbosch Oost – Rosmalen – Nijmegen – Arnhem Centraal                                                                                             | Rijdt alleen doordeweeks tot 19:00 uur tussen Nijmegen en Arnhem Centraal v.v. |
| 8800             | Sprinter (NS)       | Leiden Centraal – Alphen a/d Rijn – Woerden – Utrecht Centraal – Geldermalsen – 's-Hertogenbosch | Rijdt alleen van maandag t/m donderdag tot 18:00 uur. Stopt niet in Vleuten en Utrecht Terwijde. |
| 21400            | Intercity (NS)      | Eindhoven Centraal – 's-Hertogenbosch – Utrecht Centraal | Nachtnet. Rijdt alleen in de nachten volgend op vrijdag en zaterdag. |
| Nachttrein 32700 | Nachttrein (Arriva) | Maastricht – Sittard – Roermond – Weert – Eindhoven Centraal – 's-Hertogenbosch – Utrecht Centraal – Amsterdam Bijlmer ArenA – Amsterdam Zuid – Schiphol Airport                                           | Rijdt alleen in de nacht van vrijdag op zaterdag. |

## Busverbindingen
Station 's-Hertogenbosch is in onderstaande tabellen aangegeven als Centraal Station. Station 's-Hertogenbosch Oost wordt weergegeven als Station Oost.

### Stadsbussen
De meeste lijnen gaan van het beginpunt via station 's-Hertogenbosch naar het eindpunt.
| Lijn | Route | Bijzonderheden                         |
| ---- | --- | -------------------------------------- |
| 1    | Centraal Station - Binnenstad - Zuid - Bazeldonk - De Aawijk                                                                                     |                                        |
| 2    | Centraal Station - Binnenstad - De Rompert - De Hambaken                                                                                         |                                        |
| 3    | Centraal Station - Binnenstad - Graafsebuurt - Hintham - Rosmalen Molenhoek - Station Rosmalen                                                   |                                        |
| 4    | De Kruiskamp - De Schutskamp - Centraal Station - Binnenstad - Station Oost - De Vliert - De Reit - Rosmalen de Groote Wielen - Station Rosmalen |                                        |
| 5    | Centraal Station - (De Schutskamp -) De Rietvelden - De Vutter - Engelen                                                                         | Spitsbus                               |
| 6    | Centraal Station - Binnenstad - De Vliert - Station Oost - De Herven - De Reit - De Rompert - De Donk - Empel                                    |                                        |
| 7    | Centraal Station - Orthen - De Hambaken - Maasoever                                                                                              | Rijdt niet in het weekend              |
| 8    | Maasoever - Maaspoort - De Rompert - Binnenstad - Centraal Station - JBZ - Vught Centrum - Vught Schoonveld - Vught De Baarzen                   |                                        |
| 9    | Maasoever - Maaspoort - De Rompert - Binnenstad - Centraal Station - JBZ - Vught Centrum - Vught Vlasmeer - Vught De Baarzen                     |                                        |
| 10   | Centraal Station - Orthen - Maaspoort |                                        |
| 11   | Centraal Station - Binnenstad - Zuid - Pettelaarpark - Bazeldonk - De Aawijk                                                                     | Rijdt niet 's avonds en in het weekend |
| 60   | P+R Deutersestraat - Vughterstraat | Citybus; rijdt niet op zondagavond     |
| 70   | Transferium De Vliert - Sint Josephstraat | Citybus; rijdt niet op zondagavond     |
| 80   | P+R Pettelaarpark - Parade | Citybus; rijdt niet op zondagavond     |

### Streekbussen
Alle streekbussen uit de diverse concessies worden geëxploiteerd door Arriva tenzij anders vermeld.
| Lijn                                               | Route | Bijzonderheden |
| Streekbus concessie Oost-Brabant                   | Streekbus concessie Oost-Brabant | Streekbus concessie Oost-Brabant                                                                                   |
| -------------------------------------------------- | --- | --- |
| 90                                                 | Centraal Station - Rosmalen - Kruisstraat - Nuland - Geffen - Heesch - Oss                                                                                         | Rijdt niet 's avonds en in het weekend                                                                             |
| 135                                                | Centraal Station - Jeroen Bosch Ziekenhuis - Vlijmen - Haarsteeg - Hedikhuizen - Herpt - Heusden - Oudheusden - Wijk en Aalburg                                    | |
| 136                                                | Centraal Station - Jeroen Bosch Ziekenhuis - Vlijmen - Nieuwkuijk - Drunen - Waalwijk - Kaatsheuvel - Loon op Zand - Tilburg                                       | |
| 140                                                | Centraal Station - Vught - Helvoirt - Haaren - Oisterwijk - Berkel-Enschot - Tilburg                                                                               | |
| 154                                                | Centraal Station - Sint-Michielsgestel - Schijndel - Sint-Oedenrode - Nijnsel - Son - Eindhoven                                                                    | Spitsbus |
| 156                                                | Centraal Station - Den Dungen - Sint-Michielsgestel - Schijndel - Sint-Oedenrode - Nijnsel - Son - Eindhoven                                                       | |
| 158                                                | Centraal Station - Station Oost - Rosmalen - Berlicum - Middelrode - Heeswijk-Dinther - Veghel                                                                     | |
| Streekbus concessie Achterhoek-Rivierenland        | | |
| 165                                                | Centraal Station - Hedel - Velddriel - Kerkdriel - Alem - Rossum - Heerewaarden - Dreumel - Wamel - Beneden-Leeuwen - Boven-Leeuwen - Puiflijk - Druten            | Juijn i.o.v. Arriva                                                                                                |
| 166                                                | Centraal Station - Hedel - Ammerzoden - Well | Juijn i.o.v. Arriva                                                                                                |
| Streekbus concessie West-Brabant                   | | |
| 181                                                | Centraal Station - Jeroen Bosch Ziekenhuis - Wijk en Aalburg - Veen - Andel - Giessen - Rijswijk - Woudrichem - Sleeuwijk - Gorinchem                              | Rijdt niet 's avonds en in het weekend                                                                             |
| Buurtbus concessie Oost-Brabant                    | | |
| 203                                                | Centraal Station - Jeroen Bosch Ziekenhuis - Vught - Esch - Boxtel - Liempde                                                                                       | Rijdt niet 's avonds en op zondag                                                                                  |
| 207                                                | Centraal Station - Jeroen Bosch Ziekenhuis - Vught - Cromvoirt | Rijdt niet 's avonds en op zondag                                                                                  |
| 239                                                | Centraal Station - Jeroen Bosch Ziekenhuis - Cromvoirt - Helvoirt - Biezenmortel - Udenhout - Oisterwijk                                                           | Rijdt niet 's avonds en in het weekend                                                                             |
| 250                                                | Centraal Station - Engelen - Bokhoven | Rijdt niet in de spits, 's avonds en op zondag                                                                     |
| 251                                                | Station Rosmalen - Kruisstraat - Nuland - Geffen - Vinkel - Loosbroek - Vorstenbosch - Uden                                                                        | Rijdt niet 's avonds en in het weekend                                                                             |
| Bravo direct concessie Oost-Brabant (snelbus)      | | |
| 300                                                | Centraal Station - Onderwijsboulevard - Vlijmenseweg/Jeroen Bosch Ziekenhuis - Waalwijk - Sprang-Capelle - Kaatsheuvel - Loon op Zand - Tilburg                    | Rijdt niet 's avonds en in het weekend                                                                             |
| 301                                                | Centraal Station - Onderwijsboulevard - Vlijmenseweg/Jeroen Bosch Ziekenhuis - Vlijmen - Drunen - Waalwijk - Sprang-Capelle - Kaatsheuvel - Loon op Zand - Tilburg | |
| 306                                                | Centraal Station - Sint-Michielsgestel - Schijndel - Wijbosch - Eerde - Veghel - Uden                                                                              | |
| Schoolbussen concessie Oost-Brabant                | | |
| 639                                                | Centraal Station - Jeroen Bosch Ziekenhuis - Helvoirt - Biezenmortel - Udenhout                                                                                    | 's Ochtends in de richting van 's-Hertogenbosch, 's middags in de richting van Udenhout                            |
| 643                                                | Centraal Station - Jeroen Bosch Ziekenhuis - Esch - Boxtel | 's Ochtends in de richting van 's-Hertogenbosch, 's middags in de richting van Boxtel                              |
| 690                                                | Centraal Station - Rosmalen - Nuland - Geffen - Heesch - Schaijk - Reek - Velp - Grave                                                                             | |
| Schoolbussen concessie Achterhoek-Rivierenland     | | |
| 665                                                | (Dreumel → Heerewaarden →) Rossum - Kerkdriel - Velddriel - Hedel - Centraal Station - Station Oost - Rompertsebaan                                                | 's Ochtends in de richting van 's-Hertogenbosch, 's middags in de richting van Rossum; Juijn i.o.v. Arriva         |
| Bussen van/naar de Efteling concessie Oost-Brabant | | |
| 800                                                | Centraal Station - Efteling | 's Ochtends in de richting van de Efteling, 's middags in de richting van 's-Hertogenbosch; BusiNext i.o.v. Arriva |

## Verwante onderwerpen
- Openbaar vervoer in Breda
- Openbaar vervoer in Eindhoven
- Openbaar vervoer in Helmond
- Openbaar vervoer in Nijmegen
- Openbaar vervoer in Tilburg
- Openbaar vervoer in Roosendaal